# Sphagoeme suturalis
Sphagoeme suturalis är en skalbaggsart som beskrevs av Martins 1977. Sphagoeme suturalis ingår i släktet Sphagoeme och familjen långhorningar. Inga underarter finns listade i Catalogue of Life.